# Svitlana Romaniuk

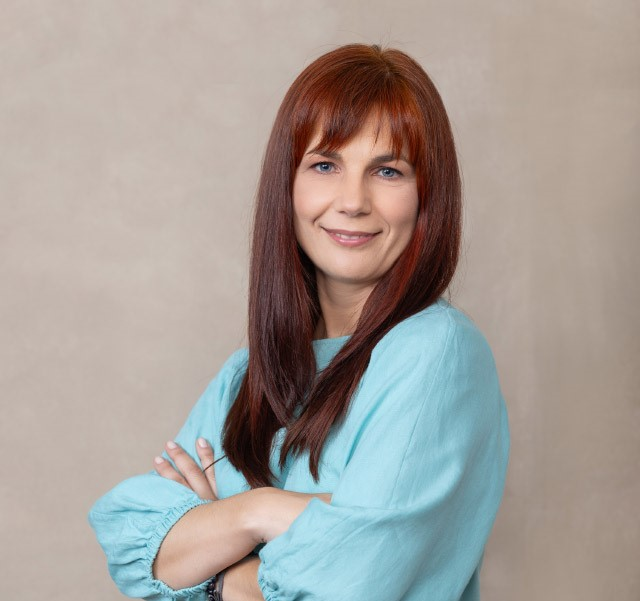
Svitlana Romaniuk, czerwiec 2024, fot. Małgosia Kuliczkowska

Svitlana Romaniuk (ukr. Світлана Романюк) – ukraińska i polska językoznawczyni, dr hab. nauk humanistycznych, profesor uczelni.
W latach 2016-2020 oraz 2020-2024 - prodziekan Wydziału Lingwistyki Stosowanej Uniwersytetu Warszawskiego.
Pracownik Instytutu Ukrainistyki Uniwersytetu Warszawskiego.
Doktor honoris causa Wołyńskiego Uniwersytetu Państwowego im. Łesi Ukrainki (Ukraina).

## Życiorys
21 marca 2017 habilitowała się na podstawie pracy zatytułowanej Ukraiński dyskurs polityczny w latach 2010-2014. Analiza lingwistyczna. Jest zatrudniona na stanowisku profesora uczelni w Instytucie Ukrainistyki UW. W latach 2016-2024 - prodziekan na Wydziale Lingwistyki Stosowanej Uniwersytetu Warszawskiego.
W roku 2000 ukończyła Wołyński Uniwersytet Państwowy im. Łesi Ukrainki, kierunek-filologia ukraińska. W 2007 roku uzyskała stopień doktora nauk humanistycznych w zakresie językoznawstwa w Ukraińskiej Akademii Nauk.  
Od 2007 roku związana z Uniwersytetem Warszawskim: lektorka języków ukraińskiego i rosyjskiego w Szkole Języków Wschodnich oraz w Studium Europy Wschodniej Uniwersytetu Warszawskiego, od 2008 roku zatrudniona w Katedrze Ukrainistyki UW. 
Jej badania koncentrują się na analizie dyskursu politycznego i medialnego, języku komunikacji społecznej i mediów, a także na gramatyce funkcjonalnej współczesnego języka ukraińskiego. Autorka ponad 90 prac naukowych i naukowo-popularnych, w tym 2 monografii: Ukraiński dyskurs polityczny w latach 2010-2014. Analiza lingwistyczna, Warszawa 2016; Struktura kategorii temporalności we współczesnym języku ukraińskim, Warszawa 2012. Redaktorka monografii Doświadczenie wojny. Medialno-dyskursywna przestrzeń współczesnej Ukrainy, Warszawa: WUW 2024. Prowadzi również prace z zakresu dydaktyki języka ukraińskiego jako obcego, jest współautorką ponad 10 podręczników do nauki języka. 
Prowadziła wykłady i szkolenia w ramach programu Erasmus/Sokrates m.in. w Chorwacji, Niemczech, Węgrzech i Czechach, odbyła staże naukowe w Finlandii, Gruzji, Kanadzie, USA. Angażuje się również w projekty popularyzujące język i kulturę ukraińską, m.in.: realizowała projekt Poznaj swoich sąsiadów – dalekich i bliskich (2020–2024), współorganizowała wraz z Uniwersytetem Alberty (Kanada) Szkołę Letnią U2Ukraine (UW 2023), Okrągły Stół „One Year After The Outbreak of War in Ukraine” (2023), projekt Języki Świata (2012–2015).